# Paul Lansky
Paul Lansky  (født 16. juni 1944) er en amerikansk komponist af især computermusik.
Bruger konkrete lyde og menneskestemmen med stor indsigt i sine kompositioner.